# The Musical Quarterly
The Musical Quarterly è la più antica rivista musicale statunitense.
Fu fondata nel 1915 dall'editore e musicologo Oscar Sonneck (1873-1928), che lo diresse per tredici anni fino alla morte, quando gli succedettero in ordine i seguenti direttori: Carl Engel (dal 1930 al 1944), Gustave Reese (dal '44 al '45), Paul Henry Lang che diresse la rivista per 25 anni (dal '45 al '73), Joan Peyser (dal 1977 al 1984), Eric Salzman (dal 1984 al 1991), fra gli altri.
A partire dal '93, il curatore della rivista è Leon Botstein, preside del Bard College a Red Hook e direttore principale dell'American Symphony Orchestra.
Il periodico è pubblicato dalla Oxford University Press.